# حليمية
الحليمية (الاسم العلمي: Thelazia) هي جنس من الديدان الأسطوانية وهي دودة تتطفل على الأعين والأنسج المتعلقة بها لدى الطيور والثدييات الثوية، بما في ذلك الاٍنسان. وتسمى أيضا دود العين ويشار للاٍصابة بأنواع الحليمية بداء الحليماوات. وعادتا ما يوجد الطور البالغ في الأجفان، الغدد الدمعية، القناة الدمعية، أو ما يسمى الجفن الثالث (الغشاء الراف أو الغشاء الرماش) وأحيانا توجد في مقلة العين بنفسها اٍما تحت الملتحمة أو في غشاء الجسم الزجاجي تجويف مقلة العين. كل أنواع الحليمية التي درسة دورات حياتها نقلت بأنواع من ثنائيات الأجنحة التي لا تعض مثل الذبابة، ولكن التي تتغذى على الدموع.